# Jakubovany (Žilina)
|  | No s'ha de confondre amb Jakubovany (Prešov). |

Jakubovany és un poble i municipi d'Eslovàquia que es troba a la regió de Žilina, al centre-nord del país.

## Història
La primera menció escrita de la vila es remunta al 1352.

## Demografia
| Godina             | 1994 | 2004    | 2014   | 2024   |
| ------------------ | ---- | ------- | ------ | ------ |
| Nombre de persones | 534  | 425     | 402    | 366    |
| Diferència         |      | −20,41% | −5,41% | −8,95% |

| Godina             | 2023 | 2024 |
| ------------------ | ---- | ---- |
| Nombre de persones | 366  | 366  |
| Diferència         |      | +0%  |